# David Hale (Diplomat)

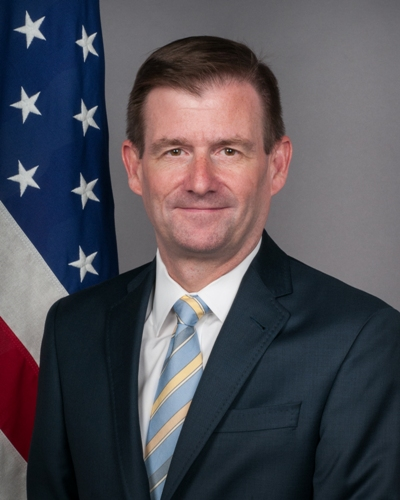
David Hale

David Maclain Hale (* 1961 in Bridgewater Township, Somerset County, New Jersey) ist ein amerikanischer Diplomat (Career Ambassador) und ehemaliger United States Under Secretary of State for Political Affairs (Staatssekretär im Außenministerium für politische Angelegenheiten).
Von Präsident Donald Trump wurde er am 30. August 2018 auf diesen Posten berufen, seine Nachfolgerin ist Victoria Nuland.
Hale war einer von mehreren Regierungsvertretern, die bei den öffentlichen Anhörungen im Rahmen der Amtsenthebungsuntersuchung des Geheimdienstausschusses des Repräsentantenhauses (House Intelligence Committee) gegen Präsident Donald Trump gehört wurden.

## Leben/Karriere
David Hale wurde 1961 als Kind von John Martin Hale und dessen Ehefrau Majorie Kler in Bridgewater Township, New Jersey geboren.
Nach der Scheidung seiner Eltern im Jahre 1974 wuchs David Hale aber bei seinen Großeltern mütterlicherseits – Joseph H. Kler (1903 – 1983) und Elizabeth VanHoesen (Vaughan) auf.
Der Großvater, Joseph H. Kler, arbeitete mehr als ein halbes Jahrhundert als Ophthalmologist in New Brunswick, New Jersey. Er war einer der leitenden Ärzte der Rutgers University, arbeitete am Middlesex General Hospital (jetzt: Robert Wood Johnson University Hospital - RWJUH) und war 30 Jahre lang Chefarzt für Augenheilkunde und HNO am St. Peter’s Medical Center, New Brunswick, New Jersey.
Darüber hinaus bereisten die Großeltern die Welt und David Hale hörte von ihnen viele Geschichten über exotische Orte, was sein Interesse für den Auswärtigen Dienst weckte:
“My call to public service began with my grandparents, Joseph and Elizabeth Kler. They were world travelers who always returned from abroad with stories, books, and pictures of a world beyond our shores. As a young man, I gained a growing realization that what happened overseas mattered a great deal to our country’s security and prosperity. I came to realize that a career in the Foreign Service would allow me to protect and advance our interests abroad. That was the beginning of my path from Bridgewater, N.J. to Beirut, and beyond.”
„Mein Ruf zum öffentlichen Dienst begann bei meinen Großeltern Joseph und Elizabeth Kler. Sie waren Weltreisende, die immer aus dem Ausland  mit Geschichten, Büchern und Bildern einer Welt jenseits unserer Küste zurückkehrten. Als junger Mann wurde mir so zunehmend bewußt, dass das, was in Übersee geschah, für die Sicherheit und den Wohlstand unseres Landes von großer Bedeutung ist. Mir wurde klar, dass eine Karriere im Auswärtigen Dienst mir erlauben würde, unsere Interessen im Ausland zu schützen und voranzutreiben. Das war der Beginn meines Weges von Bridgewater nach Beirut und darüber hinaus.“
Nach dem Besuch der Bridgewater-Raritan High School (s. engl. Wiki) studierte er an der School of Foreign Service der Georgetown University (u. a. bei Madeleine Albright und Armin H. Meyer) und machte hier im Jahre 1983 seinen Abschluss.
1984 trat er in den Auswärtigen Dienst (US States Foreign Service) ein. Zu seinen Verwendungen gehörten die Gesandtschaften in Tunesien, Bahrain, Saudi-Arabien und bei den Vereinten Nationen. In Washington diente Hale als stv. Abteilungsleiter für Israel, Ägypten und die Levante sowie als Direktor für Israel-Palästina Angelegenheiten. Zu seinen Stabspositionen gehören Assistent für Außenministerin Albright.
David Hale hat zahlreiche Auszeichnungen erhalten, darunter 2012 einen Presidential Rank Award of Meritorious Service (s. Presidential Rank Awards – engl. Wiki). 2013 verlieh ihm die damalige Außenministerin Hillary Clinton den Secretary’s Distinguished Service Award (s. engl. Wiki).